# Convolvulus lanjouwii
Convolvulus lanjouwii är en vindeväxtart som beskrevs av Sa'ad. Convolvulus lanjouwii ingår i släktet vindor, och familjen vindeväxter. Inga underarter finns listade i Catalogue of Life.